# Karl Markovics
Karl Markovics (Vienna, 29 agosto 1963) è un attore, regista e sceneggiatore austriaco.
Divenne noto al pubblico partecipando alle prime due serie della serie televisiva Il commissario Rex, dove interpretava l'agente Ernst Stockinger, ruolo che ricoprì anche nello spin-off dedicato al suo personaggio, Stockinger.

## Biografia
In seguito al grande successo dovuto alla serie tv Il commissario Rex, Markovics ha preso parte ad altre note serie televisive austriache, come MA 2412, Sturmzeit e Quattro donne e un funerale (Vier Frauen und ein Todesfall). 
Markovics è poi apparso anche in film, partecipando ad esempio a Hinterholz 8, Komm, süßer Tod e Il falsario - Operazione Bernhard (Die Fälscher). La sua interpretazione più famosa è stata tuttavia l'opera teatrale svolta nel 2006 al Theater in der Josefstadt a Vienna, Mein Nestroy dove lui ricopriva il ruolo di Nestroy, il personaggio principale. Nel 2007 gli è stato conferito il "Goldene Romy" come attore più amato dal pubblico.
Sempre nel 2007 ha interpretato Il falsario - Operazione Bernhard, film diretto da Stefan Ruzowitzky e vincitore del Premio Oscar 2008 come miglior film straniero.
Nel 2011 Markovics ha esordito nella regia cinematografica con il film Breathing che si è aggiudicato il premio come miglior film al Sarajevo Film Festival. L'anno dopo la pellicola  ha vinto il Premio Internazionale Bif&st 2012 al Bif&st di Bari.

## Vita privata
È sposato con l'attrice Stephanie Taussig da cui ha avuto due figli: Louise e Leonie.

## Filmografia

### Regista
- Breathing (Atmen) (2011)
- Superwelt (2015)

### Attore

#### Cinema
- Indien, regia di Paul Harather (1993)
- Muttertag – Die härtere Komödie, regia di Harald Sicheritz (1993)
- Halbe Welt, regia di Florian Flicker (1993)
- Auf Teufel komm raus, regia di Wolfgang Murnberger (1995)
- Qualtingers Wien, regia di Harald Sicheritz (1997)
- Hinterholz 8, regia di Harald Sicheritz (1998)
- Der Strand von Trouville, regia di Michael Hofmann (1998)
- Drei Herren, regia di Nikolaus Leytner (1998)
- Late Show, regia di Helmut Dietl (1999)
- Alles Bob!, regia di Otto Alexander Jahrreiss (1999)
- Wanted, regia di Harald Sicheritz (1999)
- Geboren in Absurdistan, regia di Houchang Allahyari (1999)
- Komm, süßer Tod, regia di Wolfgang Murnberger (2000)
- Showdown, regia di Walter Bednarik – cortometraggio (2001)
- Die Männer Ihrer Majestät (All the Queen's Men), regia di Stefan Ruzowitzky (2001)
- Il falsario - Operazione Bernhard (Die Fälscher), regia di Stefan Ruzowitzky (2007)
- Maga Martina e il libro magico del draghetto (Hexe Lilli), regia di Stefan Ruzowitzky (2009)
- Una casa per mamma e papà (Die kleinen Bankräuber), regia di Armands Zvirbulis (2009)
- Nanga Parbat, regia di Joseph Vilsmaier (2010)
- Henri 4, regia di Jo Baier (2010)
- Mahler auf der Couch, regia di Percy Adlon (2010)
- Die verrückte Welt der Ute Bock, regia di Houchang Allahyari – documentario (2010)
- Unknown - Senza identità, regia di Jaume Collet-Serra (2011)
- Eastalgia, regia di Daria Onyshchenko (2012)
- Süskind - Le ali dell'innocenza, regia di Rudolf van den Berg (2012)
- Die Vermessung der Welt, regia di Detlev Buck (2012)
- Grand Budapest Hotel (The Grand Budapest Hotel), regia di Wes Anderson (2014)
- Lída Baarová, regia di Filip Renc (2016)
- Nebbia in agosto (Nebel im August), regia di Kai Wessel (2016)
- La scelta del re, regia di Erik Poppe (2016)
- The Dark, regia di Justin P. Lange (2018)
- La vita nascosta - Hidden Life (A Hidden Life), regia di Terrence Malick (2019)
- Resistance - La voce del silenzio (Resistance), regia di Jonathan Jakubowicz (2020)

#### Televisione
- Il commissario Rex (Kommissar Rex) – serie TV, 29 episodi (1994-1996)
- Stockinger – serie TV, 14 episodi (1996-1997)
- Sturmzeit  – serie TV, episodio 1x04 (1999)
- Lumpazivagabundus, regia di Emma Werner – film TV (2000)
- La libertà dell'aquila (Andreas Hofer 1809 - Die Freiheit des Adlers), regia di Xaver Schwarzenberger – film TV (2002)
- MA 2412  – serie TV, 6 episodi (1998-2002)
- Die Wasserfälle von Slunj, regia di Peter Patzak – film TV (2002)
- Annas Heimkehr, regia di Xaver Schwarzenberger – film TV (2003)
- Zuckeroma, regia di Xaver Schwarzenberger –  film TV (2004)
- Kommissarin Lucas – serie TV, episodio 1x02 (2004)
- Mein Mörder, regia di Elisabeth Scharang  – film TV (2005)
- Quattro donne e un funerale (Vier Frauen und ein Todesfall) – serie TV, episodio 1x01 (2005)
- Trautmann – serie TV, episodio 1x09 (2005)
- Il destino di un principe (Kronprinz Rudolf/Kronprinz Rudolfs letzte Liebe), regia di Robert Dornhelm – miniserie TV (2006)
- Die ProSieben Märchenstunde – serie TV, episodio 1x02 (2006)
- Franz Fuchs – Ein Patriot, regia di Elisabeth Scharang – film TV (2007)
- Maria Teresa (Maria Theresia), regia di Robert Dornhelm – miniserie TV (2017)
- Babylon Berlin – serie TV, 18 episodi (2017-2022)
- Profumo (Parfum) – serie TV, 3 episodi (2018)
- The Regime - Il palazzo del potere (The Regime), regia di Stephen Frears e Jessica Hobbs – miniserie TV, puntata 6 (2024)

## Doppiatori italiani
Nelle versioni in italiano delle opere in cui ha recitato, Karl Markovics è stato doppiato da:
- Franco Mannella ne Il falsario - Operazione Bernhard, La scelta del re
- Alberto Caneva ne Il commissario Rex
- Sergio Lucchetti in Maga Martina e il libro magico del draghetto
- Francesco Vairano in Unknown - Senza identità
- Alberto Bognanni in Nebbia in agosto
- Saverio Moriones in Babylon Berlin
- Antonio Palumbo in Resistance - La voce del silenzio
- Gianni Giuliano in The Regime - Il palazzo del potere
- Mario Zucca in La vita nascosta - Hidden Life (ridoppiaggio)